# Trigonostigma
Trigonostigma è un genere di pesci d'acqua dolce appartenente alla famiglia Cyprinidae, scorporato recentemente (1999) dal genere Rasbora.

## Distribuzione e habitat
Le quattro specie del genere sono diffuse in Asia, nelle acque dolci del Sud-est asiatico.

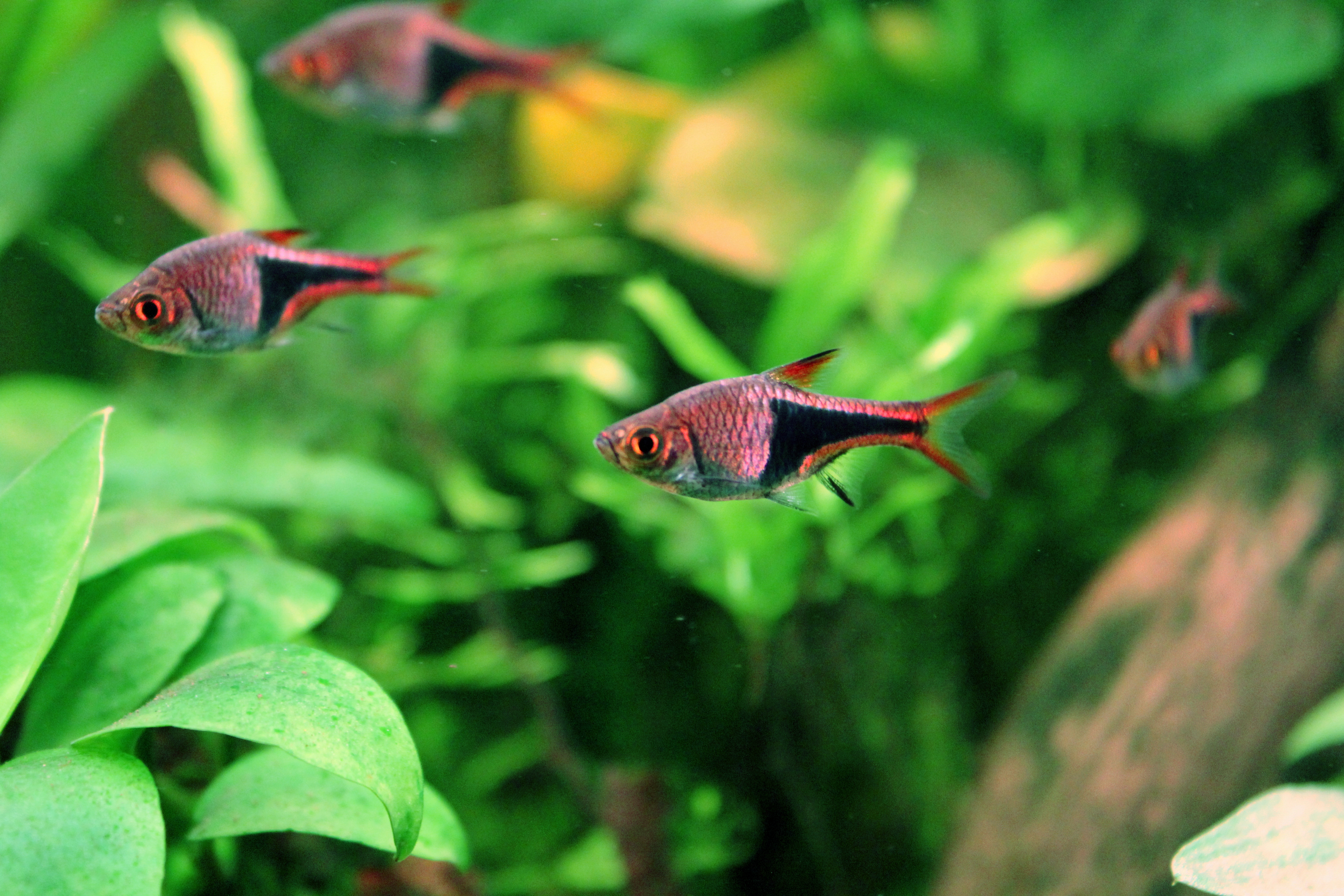
Trigonostigma heteromorpha

## Descrizione
Lunghezza: le dimensioni sono contenute, si attestano dai 2,5 ai 10,5 cm, secondo la specie.
Questi pesci presentano la tipica forma dei Ciprinidi, con corpo affusolato, con dorso e ventre più o meno convessi. La livrea delle quattro specie è simile e prevede un fondo grigio rosato con fianchi rossastri ed un disegno scuro, spesso con riflessi blu oltremare, che può essere una semplice linea od una losanga allungata. Le pinne sono rossastre o trasparenti.

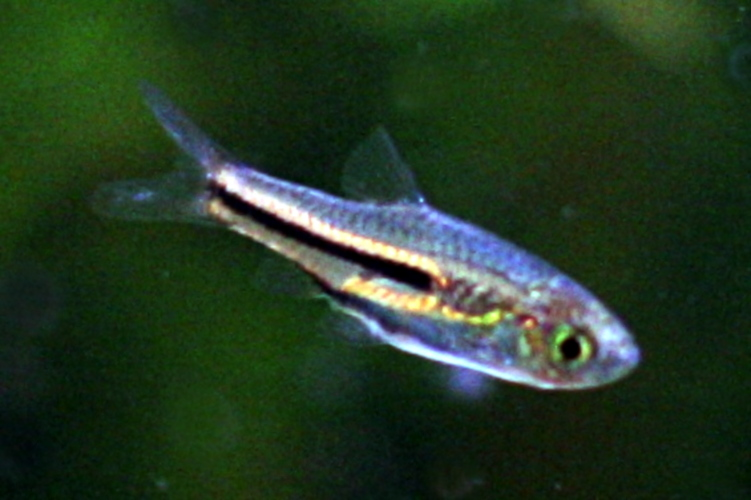
Trigonostigma somphongsi

## Comportamento
Sono tutte pacifiche specie di branco che solitamente non scendono sotto i cinque esemplari.

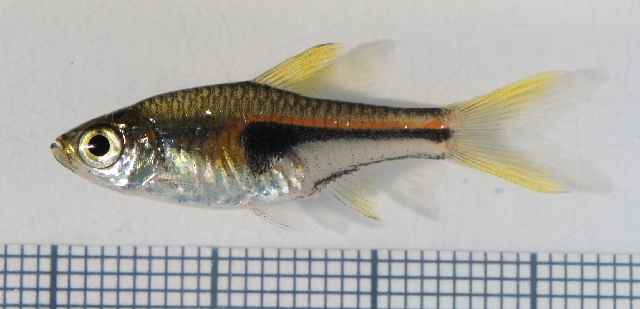
Trigonostigma hengeli

## Acquariofilia
Tutte le specie sono allevate e riprodotte in acquario.

## Specie
- Trigonostigma espei (Meinken, 1967)
- Trigonostigma hengeli (Meinken, 1956)
- Trigonostigma heteromorpha (Duncker, 1904)
- Trigonostigma somphongsi (Meinken, 1958)